# Lindley Miller Garrison
Pour les articles homonymes, voir Garrison.
Lindley Miller Garrison, né le 28 novembre 1864 à Camden (New Jersey) et mort le 19 octobre 1932 à Sea Bright (New Jersey), est un homme politique américain. Membre du Parti démocrate, il est secrétaire à la Guerre entre 1913 et 1916 dans l'administration du président Woodrow Wilson.

## Source
- (en) Cet article est partiellement ou en totalité issu de l’article de Wikipédia en anglais intitulé « Lindley Miller Garrison » (voir la liste des auteurs).